# Acomys chudeaui
Acomys chudeaui là một loài động vật có vú trong họ Chuột, bộ Gặm nhấm. Loài này được Kollman mô tả năm 1911.